# Christoph Schlegel

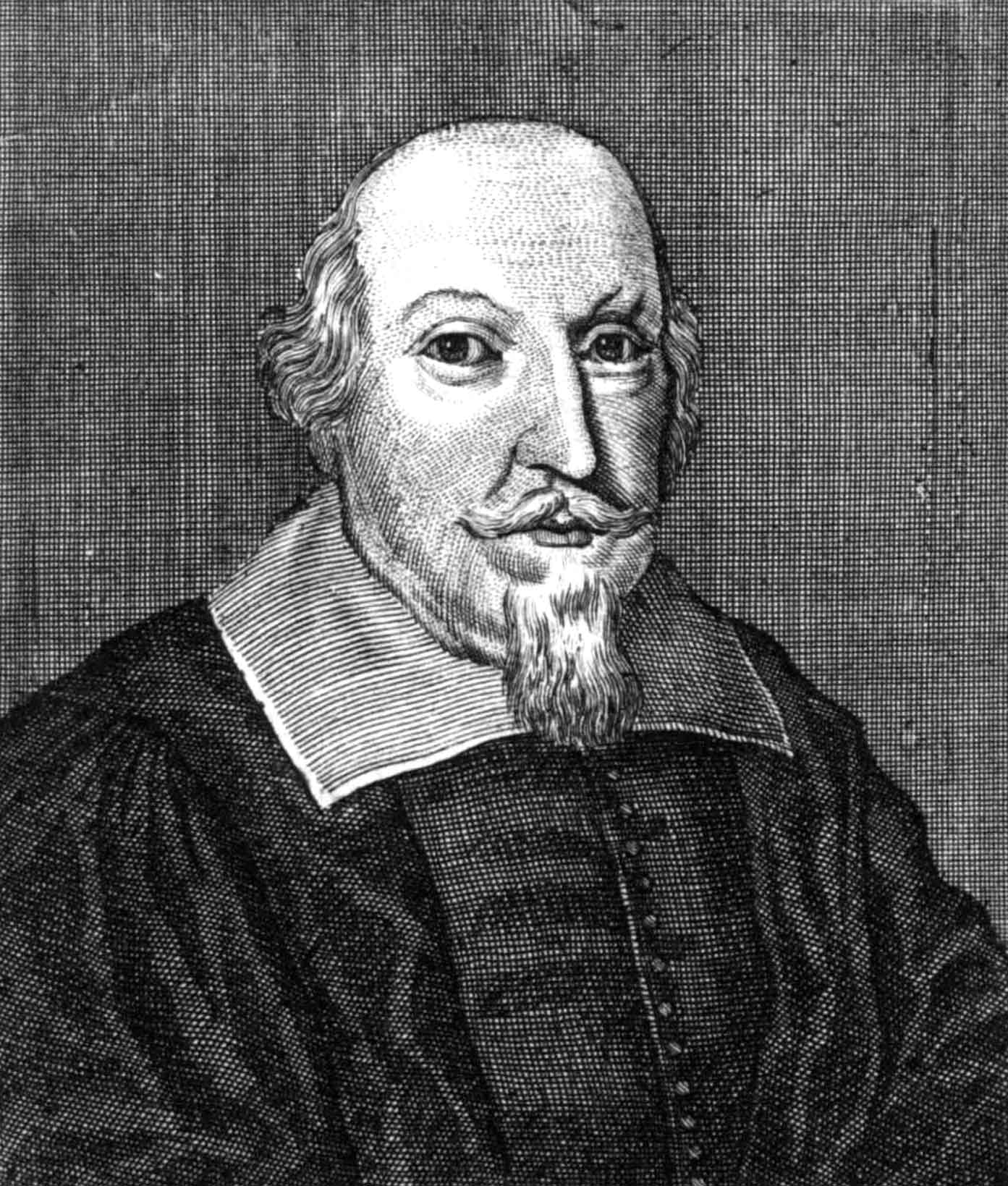
Christoph Schlegel (1613–1678)

Christoph Schlegel (auch: von Gottleben, von Gottlieben; * 1. Januar 1613 in Großkmehlen; † 2. Juli 1678 in Grimma) war ein deutscher lutherischer Theologe.

## Leben
Christoph war ein Sohn des sächsischen Hofpredigers und Superintendenten in Weißensee Martin Schlegel und dessen Frau Maria Faber (* 3. Oktober 1586 in Plossig; † 6. Oktober 1676 in Chemnitz), der Tochter des Pfarrers Zachäus Faber. Seine erste Ausbildung hatte er ab 1618 an der Kreuzschule in Dresden erhalten. Im Sommersemester 1627 bezog er die Universität Leipzig, wo er zunächst philosophische Studien absolvierte. So erwarb er sich in Leipzig am 22. März 1628 das Baccalaurat der Philosophie und am 28. Januar 1630 den philosophischen Magistertitel. Während seiner Studienzeit hatte er mit Gedichten auf sich aufmerksam gemacht und erhielt von Matthias Hoë von Hoënegg die Dichterkrone. Anschließend widmete er sich theologischen Studien, wozu er im Sommersemester 1631 die Universität Jena bezog, um hier vor allem die Vorlesungen von Johann Gerhard zu verfolgen.
Diese Studien setzte er am 18. Mai 1633 an der Universität Wittenberg bei Wilhelm Leyser und Johann Hülsemann fort. Noch im selben Jahr erhielt er eine Stelle als Hofprediger und Prinzenerzieher der verwitweten Fürstin Magdalene von Anhalt-Zerbst (1585–1657) in Coswig (Anhalt). Diese Aufgabe übernahm er nach seiner Wittenberger Ordination im Jahr 1634. Sich weiter mit theologischen Themen beschäftigend, erwarb er sich am 22. Februar 1638 an der Wittenberger Hochschule das Lizentiat der Theologie. Am 17. Mai 1638 wechselte er als Diakon (Mittagsprediger) an der Elisabethkirche nach Breslau, wurde Konsistorialassessor und Professor für Religion und Literatur am Elisabetgymnasium daselbst.
Am 10. November 1644 wurde er Propst der Stiftskirche zum Heiligen Kreuz und St. Bartholomäus, wozu er am 14. Oktober 1645 an der Universität Wittenberg zum Doktor der Theologie promovierte. 1647 folgte er einem Ruf als Superintendent und Oberpfarrer in das ungarische Leutschau. Während jener Zeit wurde er am 14. August 1651 durch Kaiser Ferdinand III. in den ungarischen Adelstand nobilitiert, mit Namenszusatz von Gottleben. Daraufhin legte er sich ein Wappen zu, das einen Bergmann mit Fäustel zeigt. Da er in Leutschau jedoch nicht das Klima vertrug und erkrankte, legte er sein dortiges Amt 1656 nieder. Er kehrte in seine heimatlichen Gefilde zurück, wo er sich einige Zeit als Privatgelehrter in Lauban und Pirna aufhielt. 1660 wurde er Oberpfarrer und Superintendent in Herzberg und zog in gleicher Eigenschaft am 6. Juni 1662 nach Grimma, wo er schließlich einige Jahre später verstarb.

## Familie
Christoph Schlegel ist ein Vorfahre der Dichter August Wilhelm Schlegel und Friedrich von Schlegel. Schlegel war zwei Mal verheiratet. Seine erste Ehe schloss er am 12. September 1639 in Breslau mit Magdalene Tilisch (* 9. September 1621 in Breslau; † 16. Januar 1646 ebenda), der Tochter des Landschöppen und Hofgerichtsassessors in Breslau Hieronymus Tilisch (* 1. Mai 1583; † 29. Mai 1634 in Breslau) und dessen Frau Magdalene Thiel (* 1599; † 16. September 1633 in Breslau). Aus der Ehe stammen zwei Söhne und drei Töchter. Nach dem Tod seiner ersten Frau ging er am 5. Oktober 1648 in Leutschau mit Rosina Gloger (* 3. Juli 1623 in Breslau; begr. 26. Oktober 1682 in Grimma), der Tochter des Breslauer Handelsmanns Christoph Gloger (* 12. November 1586 in Schwanenbach; † 5. Februar 1654 in Breslau) und dessen am 28. November 1617 in Breslau geheirateten Frau Rosina Kretschmer (* 4. Juni 1600, ~ 6. Juni 1600 in Neisse (Nysa); † 17. Januar 1671, begr. 22. Januar 1671 in Breslau), eine zweite Ehe ein. Von den Kindern kennt man:
Ehe I.
- Christoph Gottlieb Schlegel (* 30. Mai 1640 in Breslau; † 19. Juni 1697 Grimma) 13. Mai 1659 Uni. Wittenberg, Wintersemester 1657 Uni. Leipzig, 14. April 1660 Bacc. phil. ebenda, 30. Januar 1662 Mag. phil. ebenda, 30. August 1675 berufen, November 1675 ordiniert Leipzig, 1675 Diakon Grimma, 1683 Archidiakon ebenda, verh. 15. November 1675 Dorothea Christina Hertel (* 11. September 1654 Grimma; † 1698), Tochter des Bürgermeisters in Grimma Christian Hertel und dessen Frau Dorothea Christina Thiele[1]
- Magdalena Dorothea Schlegel (* 10. Juli 1641 in Breslau, begr. 5. Juli 1642 ebenda)
- Christoph Schlegel (* 10. Januar 1643 Breslau; † 16. November 1691 in Jena) Wintersemester 1663 Uni. Leipzig, Jurist, erst in Weissensee, dann Universitätssekretär in Jena, verh. 1671 mit Anna Sophie Widmarkter (auch: Wiedemark † 1692), die Tochter des Eisenacher Leibarztes Balthasar Widmarkter[2]
- Maria Dorothea Schlegel (* 23. November 1644 in Breslau; † 6. Januar 1706 in Dresden) verh. mit dem kurf. sächs. Geheim-Rentkammersekretär Georg Helffreich († 7. Mai 1677 in Dresden),
- Tochter (Totgeburt; * & † 16. Januar 1646 Breslau)

Ehe II.
- Rosine Magdalene Schlegel (* 13. April 1650 in Leutschau; † 9. Oktober 1701 in Belzig) verh. 17. September 1667 in Grimma mit dem Superintendenten in Belzig Jacob Wächtler (* 17. September 1638 in Grimma; † 4. November 1702 in Belzig)
- Polykarp Schlegel (* 16. Januar 1652 Leutschau; † 13. Juni 1670 Grimma) 6. November 1666 kurf. sächs. Landesschule Grimma
- Anna Susanna Schlegel (* 30. März 1653 in Leutschau) verh. mit dem Rechtskonsulenten in Dresden, Dr. jur., Anwalt in Görlitz, Direktor in Reibersdorf (Rybarzowice), Johann Zacharias Neefe (* 23. August 1640 in Chemnitz; † 4. März 1712 in Reibersdorf)[3]
- Sophie Christiane Schlegel (* 3. April 1655 in Leutschau; † 21. Juni 1670 in Grimma)
- Ernst Friedrich Schlegel (* 13. August 1657 in Lauban/Schlesien; † 17. Mai 1727 Waldheim/Sachsen), 16. April 1670 – 8. Mai 1675 kurf. sächs. Landesschule St. Afra Meißen, Sommersemester 1675 Uni. Leipzig, 15. April 1676 Bacc. phil., Wintersemester 1676 Mag. phil. ebd., 1681 Privatdozent Leipzig, 28. September 1682 Bacc. theol. Uni. Leipzig, 1689 Diakon in Oederan, 1693 Pfarrer in Radeberg, 1698 Pfarrer Waldheim/Sachsen, verh. 6. November 1691 Sophie Dorothea Höpner, die Tochter des Amtsvogts in Oschatz Johann Heinrich Höpner[4]
- Jacob Reinhard Schlegel (* 9. August 1662 in Pirna; † 1686 in Lübeck) 15. April 1676 – 9. April 1680 kurf. sächs. Landesschule Grimma, Sommersemester 1680 Uni. Leipzig, Sommersemester 1682 Uni. Jena,
- Gottfried Siegmund Schlegel (* 9. Februar 1662 in Herzberg; † 18. November 1727 Dresden) Sommersemester 1674 & 1680 Uni. Leipzig, Dr. med., sächs. Leibarzt Dresden, verh. 20. Juni 1691 Johanna Charitas Nicolai, die Tochter des kurf. sächs. Oberkonsistorialrates Johann Georg Nicolai (* 3. September 1618 in Dresden; † 16. September 1690 ebd.)[5]
- Johannes Elias Schlegel (* 25. September 1664, ~ 26. September 1664 in Grimma; † 20. September 1718 in Wurzen) 17. Januar 1678 – 9. April 1682 kurf. sächs. Landesschule Grimma, 8. September 1687 Uni. Wittenberg, 17. Dezember 1687 Lic. jur. ebenda, 1687 Advokat Wurzen, 6. Oktober 1698 Dr. jur. Uni. Wittenberg, Appellationsrat, Dresden, verh. 27. Dezember 1687 in Grimma mit Johanna Dorothea Vockel (* 20. Februar 1670 in Wurzen; † 24. Februar 1726 ebenda), die Tochter des kurf. sächs. Oberamtmanns in Dresden Paul Andreas Vockel (* 1. Dezember 1623 in Weissenfels; † 3. August 1684 Wurzen) und der Christine Marie Sultzberger (* 6. Februar 1640 in Leipzig)[6], Vater von Johann Friedrich Schlegel

## Werke (Auswahl)
Neben einigen Laienpredigten verfasste Schlegel:
- Diss. de intellectu humano. Leipzig, 1630
- Diss. pro Licentia de indebita & universali conversionis gratia. Präs.: Johann Hülsemann. Wittenberg 1638
- Commentar. in Psalmum CX. unter dem Titel Regium Christi Sacerdotium. Breslau 1646, Leipzig 1655, London 1661
- Hakeldama. s. Enodatio loci SS. difficillimi Matth. 27, 3. 11. Leipzig 1665, Hamburg 1675
- Christi Empfängniß Wunder. Breslau 1638